# Alois Pilc
Alois Pilc (10. února 1892, Bílý Újezd – 6. září 1965, Přerov) byl český architekt a projektant.

## Život
Narodil se v rodině drobného hospodáře Jana Pilce a jeho manželky Anny, rozené Lenfeldové. Po ukončení střední stavební školy nastoupil na vysokoškolská studia do Brna. Kvůli první světové válce však studia přerušil. V roce 1932 si v Přerově otevřel vlastní projekční kancelář. Projektoval řadu sokoloven, škol a rodinných domů. Mimo to působil jako scénograf přerovského ochotnického divadla Tyl. Několik scén vytvořil i pro přerovské profesionální Hanácké divadlo.

## Dílo (výběr)
- Sokolovna Lipník nad Bečvou (1926)[3]
- Hudební pavilon v Sadech Československých legií v Hranicích (1927)[4]
- Sokolovna Hranice na Moravě (1928)[5]
- Sokolovna Kojetín (1928)[6]
- Sokolovna Uherský Brod (1930)[7]
- Spořitelna Kojetín (1931)[8]
- Vila Jindřicha Lančíka (1936–1938)[9]